# Эбботт, Эдит
Эдит Эбботт (англ. Edith Abbott; 26 сентября, 1876, Гранд Айленд, шт. Небраска — 28 июля, 1957, там же) — американский социальный работник, педагог, экономист.
Училась в университете Небраски. Степень доктора философии получила в Чикагском университете (1905). Продолжила образование в Лондонской школе экономики, где занималась у Беатрисы Вебб.
Преподавала экономическую теорию в Колледже Уэллсли. Вместе с С. Брекинридж с 1927 года — издавала журнал «Social Service Review». Преподавала в Чикагской школе гражданственности и благотворительности.
В 1924—42 годах — декан факультета управления социальной службы Чикагского университета. Специальный консультант Гарри Гопкинса, советница Ф. Д. Рузвельта. Активно выступала в защиту прав неимущих, за совершенствование программ социальной помощи.
Сестра Грейс Эбботт.

## Основные произведения
- «Женщины и промышленность: исследование американской экономической истории» (Women in industry; a study in American economic history, 1910)